# Nikolaj E. Kurotjkin
Nikolaj Efimovitj Kurotjkin (ryska: Николай Ефимович Курочкин), född 1 september 1923 i Moskva, död 28 juli 2003, var en rysk-sovjetisk astronom.
Minor Planet Center listar honom som upptäckare av två asteroider.

## Asteroid upptäckt av Nikolaj Kurotjkin
| 2302 Florya                                    | 2 oktober 1972   |
| 3044 Saltykov [A]                              | 2 september 1983 |
| Upptäckt tillsammans med: A Natalja V. Metlova |                  |